# Estadio de Progreso
El Estadio de Progreso es un estadio de Uruguay ubicado en la localidad de Estación Atlántida, Canelones. En el mismo disputa los partidos de todas sus categorías el Club Progreso (Estación Atlántida).
Fue inaugurado el 14 de junio de 1992 y tiene una capacidad para 1.500 espectadores. 
El 29 de junio de 2022 se disputa en este Estadio el primer partido en el cual un club perteneciente a la OFI actúa de local en su propio recinto ante un equipo de la AUF por la Copa AUF Uruguay, con el enfrentamiento entre el local Progreso (Estación Atlántida) y Alto Perú de la Tercera División de Uruguay.